# Etiopiens Billie Jean King Cup-lag
Etiopiens Billie Jean King Cup-lag representerar Etiopien i tennisturneringen Billie Jean King Cup, och kontrolleras av Etiopiens tennisförbund.

## Historik
Etiopien deltog första gången 1996.